# Cihuela
Cihuela ist ein Ort und eine Gemeinde mit 39 Einwohnern (Stand: 2024) im Südosten der spanischen Provinz Soria in der Autonomen Gemeinschaft Kastilien-León. Zur Gemeinde gehören auch die bereits um das Jahr 1900 aufgegebenen Dörfer Albalate und Mazalacete.

## Lage
Der Ort Cihuela liegt am Río Henar nahe der ehemaligen Grenze zwischen Altkastilien und dem Königreich Aragón in einer Höhe von ca. 830 m ü. d. M. Die Provinzhauptstadt Soria ist etwa 70 km (Fahrtstrecke) in nordwestlicher Richtung entfernt; nächstgrößere Stadt ist Calatayud in der Provinz Saragossa. Das Klima im Winter ist kühl, im Sommer dagegen durchaus warm; die geringen Niederschläge (ca. 470 mm/Jahr) fallen – mit Ausnahme der eher regenarmen Sommermonate – verteilt übers ganze Jahr.

## Bevölkerungsentwicklung
| Jahr      | 1900 | 1950 | 2000 | 2016 |
| Einwohner | 548  | 693  | 105  | 52   |

Der deutliche Bevölkerungsrückgang seit den 1950er Jahren ist im Wesentlichen auf die Mechanisierung der Landwirtschaft und den damit einhergehenden Verlust an Arbeitsplätzen zurückzuführen.

## Wirtschaft
Der Ort war und ist das wirtschaftliche Zentrum einer Landgemeinde. Heute spielt der Tourismus in Form der Vermietung von Ferienwohnungen (casas rurales) eine nicht unbedeutende Rolle für die Einnahmen des Ortes.

## Geschichte
Die Geschichte von Cihuela reicht möglicherweise bis in keltiberische, römische und westgotische Zeiten zurück, doch sind die Spuren insgesamt gering. Nach der arabisch-maurischen Eroberung entvölkerten sich weite Gebiete im Norden der Iberischen Halbinsel. Die erste Nachricht von der Existenz einer Burg (castillo) stammt aus dem Jahr 876; sie wurde im Jahr 974 von den Truppen des kastilischen Grafen García Fernández erfolglos belagert und fiel erst im Jahr 1136 in die Hände der Christen. Danach wurde die Region wiederbesiedelt (repoblación), doch blieb sie lange Zeit zwischen Kastilien und dem Königreich Aragón umstritten und wurde im Jahr 1444 an Don Álvaro de Luna übergeben, der allerdings bereits neun Jahre später hingerichtet wurde.

## Sehenswürdigkeiten

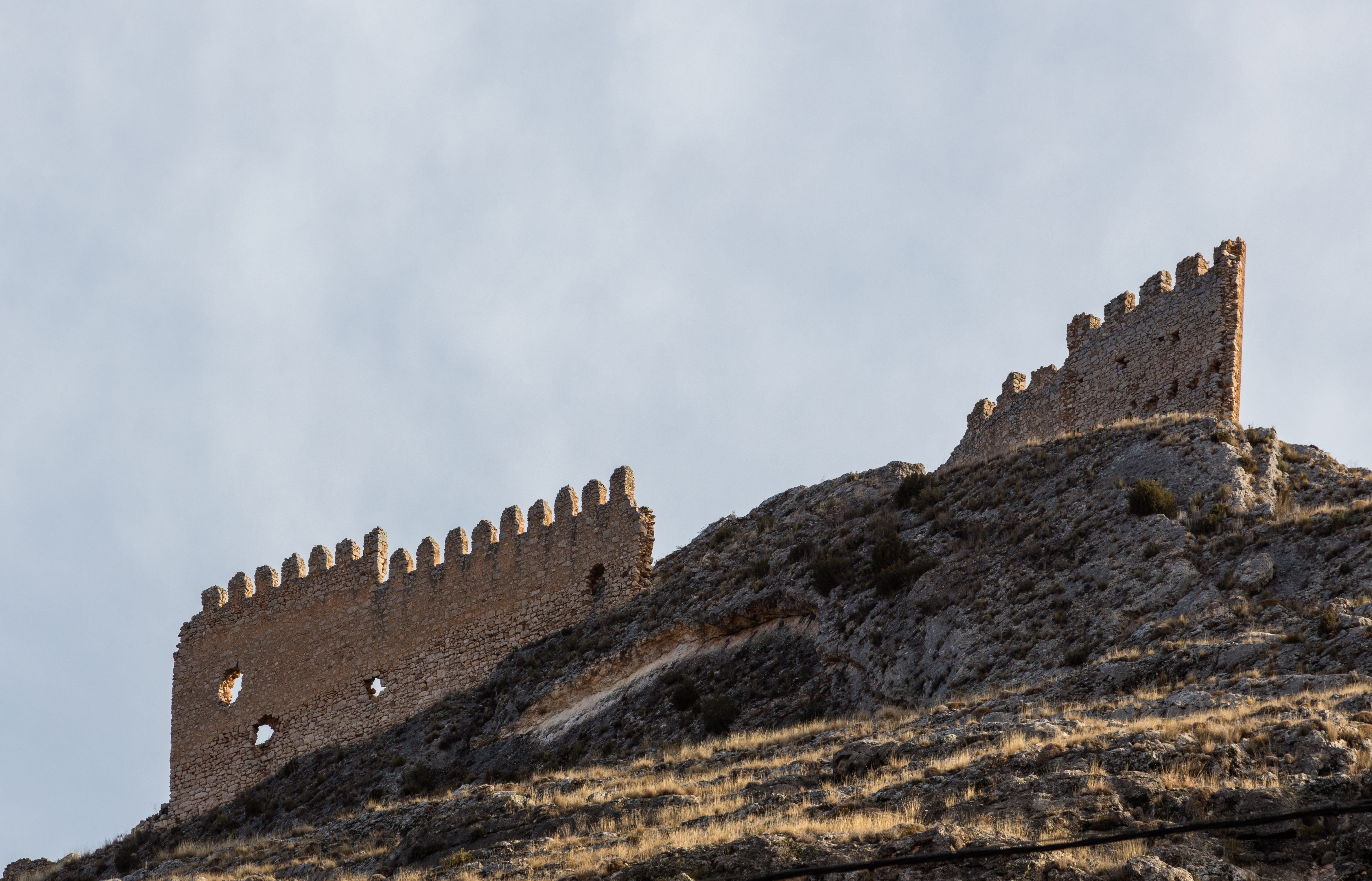
Ruinen der Burg

- Von der mittelalterlichen Festung existieren nur noch wenige Mauerreste, die den Ort überragen.[6][7]
- Die Kirche Nuestra Señora de La Asunción entstand erst im 18. Jahrhundert. Das Kirchenschiff ist gewölbt; die Apsis zeigt ein klassizistisches Altarretabel.[8]
- Der Palacio de Los Duques de Medinaceli ist das bedeutendste säkulare Bauwerk des Ortes.[9]
- Das im 19. Jahrhundert entstandene Rathaus (casa consistorial) sowie das etwa gleichzeitig entstandene Schulgebäude sind ebenfalls sehenswert.[10]

Umgebung
- Die im 18. Jahrhundert erbaute Ermita de San Roque steht auf einem Hügel ca. 2 km außerhalb des Ortes.[11]